# Distrikt Maca
Der Distrikt Maca liegt in der Provinz Caylloma in der Region Arequipa in Südwest-Peru. Der Distrikt hat eine Fläche von 237 km². Beim Zensus 2017 wurden 701 Einwohner gezählt. Im Jahr 1993 lag die Einwohnerzahl bei 1182, im Jahr 2007 bei 916. Die Distriktverwaltung befindet sich in der 3262 m hoch gelegenen Ortschaft Maca mit 691 Einwohnern (Stand 2017). Sie ist die einzige Ortschaft im Distrikt.

## Geographische Lage
Der Distrikt Maca liegt 18 km westlich der Provinzhauptstadt Chivay zentral in der Provinz Caylloma. Er hat eine Längsausdehnung in Nord-Süd-Richtung von 23 km sowie eine Breite von 7,5 km. Der Distrikt liegt am Südufer des nach Westen fließenden Río Colca. Oberhalb des Colca-Tals wird auf Terrassen Landwirtschaft betrieben. Es gibt mehrere Aussichtspunkte mit Blick über die Schlucht. Diese werden von Touristen frequentiert. Das Bergland im Süden des Distrikts ist trocken und öde. Im Südwesten des Distrikts erheben sich die erloschenen Vulkane Hualca Hualca (6025 m) und Sabancaya (5976 m).
Der Distrikt Maca grenzt im Südwesten an den Distrikt Lluta, im Nordwesten an den Distrikt Cabanaconde, im Norden an den Distrikt Lari sowie im Osten an den Distrikt Achoma.